# Чарус (село)
Чарус — село в России, расположено в Касимовском районе Рязанской области. Входит в состав Китовского сельского поселения.

## География
Село Чарус расположено примерно в 40 км к юго-западу от центра города Касимова. Ближайшие населённые пункты — деревня Акулово к северу, посёлок Ленино к востоку и село Лубяники к югу.

## История
Село Чарус, Новосёлки тож, в качестве села Рязанского уезда, Старорязанской десятины Чарусской волости впервые упоминается в писцовых книгах в 1629 году. В селе имелась церковь Успения Пречистой Богородицы. С 1875 года в селе существовала земская школа.
В 1905 году село Чарус входило в состав Китовской волости Касимовского уезда и имело 204 двора при численности населения 1402 чел.

## Население
| 1859 | 1897  | 1906  | 2010 |
| ---- | ----- | ----- | ---- |
| 1003 | ↗1030 | ↗1402 | ↘26  |

## Транспорт и связь
Село связано с районным центром автомобильной дорогой.
Село Чарус обслуживает сельское отделение почтовой связи Лубяники (индекс 391325).

## Известные уроженцы
- Священномученик Иоанн (Ансеров) (1873—1940).